# Platak
Platak  è una piccola stazione sciistica croata che si estende nella Regione litoraneo-montana, presso la città di Fiume. Attrezzata con 7 piste e 4 impianti di risalita, si estende tra i 1111 e i 1363 m s.l.m. Dal 2010 la stazione, dalla cui sommità è possibile vedere il mare, ospita gare della Coppa Europa di sci alpino.